# Găujani
Găujani é uma comuna romena localizada no distrito de Giurgiu, na região de Muntênia. A comuna possui uma área de 81.02 km² e sua população era de 2558 habitantes segundo o censo de 2007.